# Liste der Kulturdenkmäler in Ahrbrück
In der Liste der Kulturdenkmäler in Ahrbrück sind alle Kulturdenkmäler der rheinland-pfälzischen Ortsgemeinde Ahrbrück mit den Ortsteilen Ahrbrück, Brück und Pützfeld aufgeführt. Grundlage ist die Denkmalliste des Landes Rheinland-Pfalz (Stand: 12. Juni 2023).

## Einzeldenkmäler
| Bezeichnung                             | Lage                                              | Baujahr                            | Beschreibung                                                            | Bild                           |
| --------------------------------------- | ------------------------------------------------- | ---------------------------------- | ----------------------------------------------------------------------- | ------------------------------ |
| Katholische St.-Rochus-Kapelle          | Ahrbrück, Rochusstraße Lage                       | 1637                               | Saalbau, bezeichnet 1637                                                | weitere Bilder Fotos hochladen |
| Wegekreuz und Grabkreuz                 | Brück, Ahrstraße, gegenüber Nr. 46 Lage           | zweite Hälfte des 18. Jahrhunderts | Wegekreuz, bezeichnet 1763; Grabkreuz, bezeichnet 1799                  | Fotos hochladen                |
| Bahnhof                                 | Brück, Hauptstraße 4 Lage                         | um 1900                            | Walmdachbau, Jugendstilformen, um 1900                                  | weitere Bilder Fotos hochladen |
| Wegekreuz                               | Brück, Hauptstraße, bei Nr. 43 Lage               | 1795                               | Wegekreuz, bezeichnet 1795                                              | Fotos hochladen                |
| Katharinenkapelle                       | Brück, Kapellenweg 6 Lage                         | 16. Jahrhundert                    | Saalbau, 16. Jahrhundert                                                | weitere Bilder Fotos hochladen |
| Brücke                                  | Brück, Linder Straße Lage                         | 1892                               | fünfbögige Brücke mit Eisspornen über die Ahr, Schieferbruchstein, 1892 | weitere Bilder Fotos hochladen |
| Wegekreuz                               | Brück, Oberweg, auf dem Friedhof Lage             | 1727                               | Wegekreuz, bezeichnet 1727                                              | Fotos hochladen                |
| Wegekreuz                               | Brück, nördlich des Ortes an der Hauptstraße Lage | 1760                               | Wegekreuz, bezeichnet 1760                                              | Fotos hochladen                |
| Scheune und Backhaus                    | Pützfeld, Steinerbergstraße 35 Lage               |                                    | eingeschossige Fachwerkscheune, Backes                                  | weitere Bilder Fotos hochladen |
| Katholische Wallfahrtskapelle St. Maria | Pützfeld, nordwestlich des Ortes Lage             | 1680/81                            | barocker Saalbau, 1680/81                                               | weitere Bilder Fotos hochladen |